# Gare d’Albens
Gare d'Albens – przystanek kolejowy w Albens, w departamencie Sabaudia, w regionie Owernia-Rodan-Alpy, we Francji. 
Jest przystankiem kolejowym Société nationale des chemins de fer français (SNCF), obsługiwanym przez pociągi TER Rhône-Alpes. 

## Położenie
Znajduje się na wysokości 353 m n.p.m., na km 12,130 linii Aix-les-Bains – Annemasse, pomiędzy stacjami Grésy-sur-Aix i Rumilly.